# Полоцька низовина
Полоцька низовина — низовина на півночі Білорусі, займає значну частину Вітебської області, заходить на території Литви та Латвії.
Південно-західна частина низовини лежить вздовж річки Дісни і називається Дісненською низовиною. Протяжність з південного заходу на північний схід до 200 км, з півночі на південь від 40 до 80 км. Висота 130—140 м, в крайових частинах до 160 м. Для західної частини характерний плоскохвилястий і пологохвилястий рельєф з залишками моренної рівнини, камовими і мореннимі пагорбами, озами. Східна частина відрізняється плоскогорбистою і плоскою поверхнею з дюнами, еоловими пасмами, улоговинами.
Найбільші річки: Західна Двіна з притоками Ужиця, Росиця, Свольна, Дриса, Полота, Оболь (праві), Дісна (ліва). Найбільші озера: Лісно, Єльно, Червятка, Ілово, Мерске. Лісистість 34 % (переважають соснові і ялинові-соснові ліси). У межиріччі Дриси і Полоти, на південній околиці озера Лісно бори чергуються з верховими болотами, які проросли низькорослою сосною, ялинником, березняками, заростями вільхи. Діброви збереглися на правому березі Дисни, у верхів'ях річок Половиця і Березівка. Найбільші масиви верхових боліт — Єльня, Оболь-2, Стречно, низинних — Добеївський Лишайник, Сосниця-Дрожбітка, Судино. Широко поширені суходольні і різнотравні луки.